# O Lugar de Abaixo
O Lugar de Abaixo es una entidad de población española situada en la parroquia de Berdillo, del municipio de Carballo, en la provincia de La Coruña, Galicia.

## Historia
Madoz se refiere a la entidad como Lugar de Abajo.

## Demografía
No constan los datos demográficos de esta entidad de población ni en el INE español ni en el IGE gallego.